# ديسكاس
ديسكاس (بالإنجليزية: Disqus)‏ ، هي شركة إلكترونية أمريكية تهتم بتطوير وسائل التواصل الاجتماعي عن طريق مجتمع إلكتروني واستحداث برنامج التعليقات والأراء في المنتديات والمواقع الإلكترونية، أسست سنة 2007م وتقع مقرها في مدينة سان فرانسيسكو بولاية كاليفورنيا الأمريكية. في ديسمبر 2017 تم الاستحواذ على ديسكاس من قبل شركة «زيتا غلوبال».